# Peter von Colomb
Pour les articles homonymes, voir Colomb.

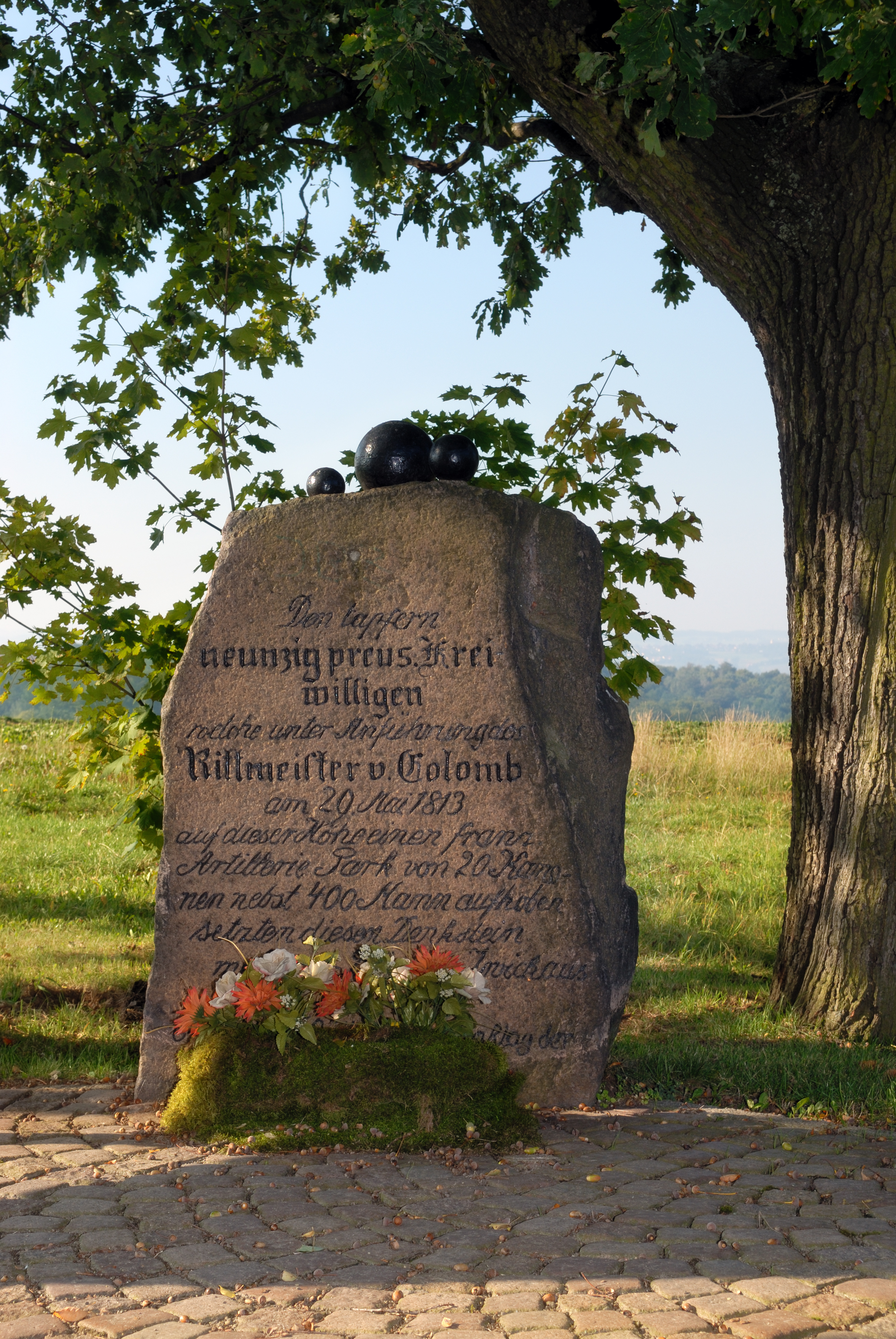
La près de Zwickau rappelle une campagne réussie contre les Français

Friedrich August Peter Colomb, depuis 1786 von Colomb, (né le 19 juin 1775 à Aurich et mort le 12 novembre 1854 à Königsberg) est un général de cavalerie prussien.

## Biographie

### Origine
Il est le fils de Peter Colomb (de) (1719-1797) et de sa femme, née Bacmeister (de). Son père est un directeur financier secret prussien, conseiller de guerre et de domaine (de) et président de la chambre d'Aurich. Ses mérites lui ont valu d'être élevé à la noblesse héréditaire prussienne le 2 octobre 1786. Son frère Ludwig von Colomb (de) (1767–1831) est président du district de Posen ; sa sœur Amalie (1772-1850) est mariée à partir de 1795 au maréchal prussien Gebhard Leberecht von Blücher.

### Carrière militaire
Colomb étudie au lycée de sa ville natale et intègre le 10 avril 1792 à Berlin le régiment de hussards "von Eben" en tant que Junker. Avec cette unité, il participe à la guerre de la première coalition contre la France révolutionnaire jusqu'en 1794. Il combat à Alsheim, devient cornette le 16 avril 1793 et est promu sous-lieutenant dans le régiment de hussards du Corps "von Rudorff (de)" jusqu'en février 1797. Sous les ordres de son beau-frère Blücher, Colomb participe en 1806 à la guerre de Thuringe et à la défense de Lübeck en 1806 et devient capitaine de cavalerie en 1811. À ce titre, il effectue de brillantes incursions sur les arrières de l'armée française lors des campagnes de 1813 et 1814.
Ainsi, le 29 mai 1813, à Zwickau, il enlève avec 82 hommes tout un parc d'artillerie français, dont l'escorte se compose de six officiers, 116 hommes de cavalerie, 80 hommes d'infanterie et plusieurs centaines de soldats de troupe armés. De 1792 à 1815, il participe à toutes les batailles principales des Prussiens ainsi qu'à plus de 30 combats de moindre importance.
En 1815, il devient commandant du 8e régiment de hussards (de) et est promu à ce titre en octobre 1818 au grade de lieutenant-colonel et colonel le 19 septembre 1818. Le 20 octobre 1823, Colomb est nommé au 1er département du ministère de la Guerre. Sa promotion au grade de major général est suivie le 30 mars 1829 par sa nomination au poste de commandant de la 12e brigade de cavalerie à Neisse. Le 30 mars 1838, Colomb devient commandant de la 15e division d'infanterie et 1er commandant de Cologne. Il est relevé de cette fonction le 21 mars 1839 et est promu lieutenant-général quelques jours plus tard. Le 1er décembre 1841, il quitte la division pour devenir commandant de Berlin et chef de la gendarmerie d'État royale prussienne. Pour ses services, il reçoit le 10 avril 1842 l'Ordre de l'Aigle rouge de 1re classe avec diamants et le 26 mars 1843 l'Ordre russe de Saint Anne de 1re classe avec diamants. Du 21 septembre 1843 au 9 juin 1848, Colomb exerce la fonction de commandant général du 5e corps d'armée à Posen. Il est alors nommé gouverneur de Königsberg.
Dans les troubles du grand-duché de Posen en 1846, il intervient énergiquement. Lorsque la révolution éclate dans la même province en 1848, il préconise une répression. En revanche, le commissaire civil provincial, le général Karl Wilhelm von Willisen, opte pour une solution négociée. Le 7 juillet 1849, il reçoit le caractère de général de cavalerie et est mis à disposition avec pension.
Il vit à Königsberg jusqu'à sa mort. Sa tombe se trouve à l'ancien cimetière de garnison à Berlin-Mitte. Sa tombe est dédiée à la ville de Berlin comme tombe d'honneur jusqu'en 2017.

### Famille
Colomb se marie le 14 août 1808 à Berlin avec Wilhelmine Luise Stosch (1784-1822), fille du conseiller privé et médecin personnel royal prussien Carl Wilhelm Stosch. Le couple a les enfants suivants :
- Peter August Moritz (1810–1833), auscultateur
- Enno (1812–1886), lieutenant général prussien marié avec Klara Luise Georgine von Binzer (née en 1823), fille d'August Daniel von Binzer
- Gebhard (1815-1891), lieutenant général prussien
- Karl Adolf (1817–1825)

Après la mort de sa première femme, il se marie le 21 juin 1824 à Berlin avec sa belle-sœur Marie Henriette Stosch (1791-1857), avec qui Colomb a les enfants suivants :
- Karl Wilhelm (1825-1905), juge prussien marié avec Adelheid von Gustedt (née en 1839)
- Mathilde (1827-1912) mariée le 19 août 1861 avec Julius Muhr (de) (1819–1865), peintre
- Karl (1831–1911), lieutenant général prussien marié avec Marie von Hymmen (de) (1838–1918)

## Travaux
- Aus dem Tagebuch des Rittmeisters von Colomb. Berlin 1854. Digitalisat